# Russian Research Module

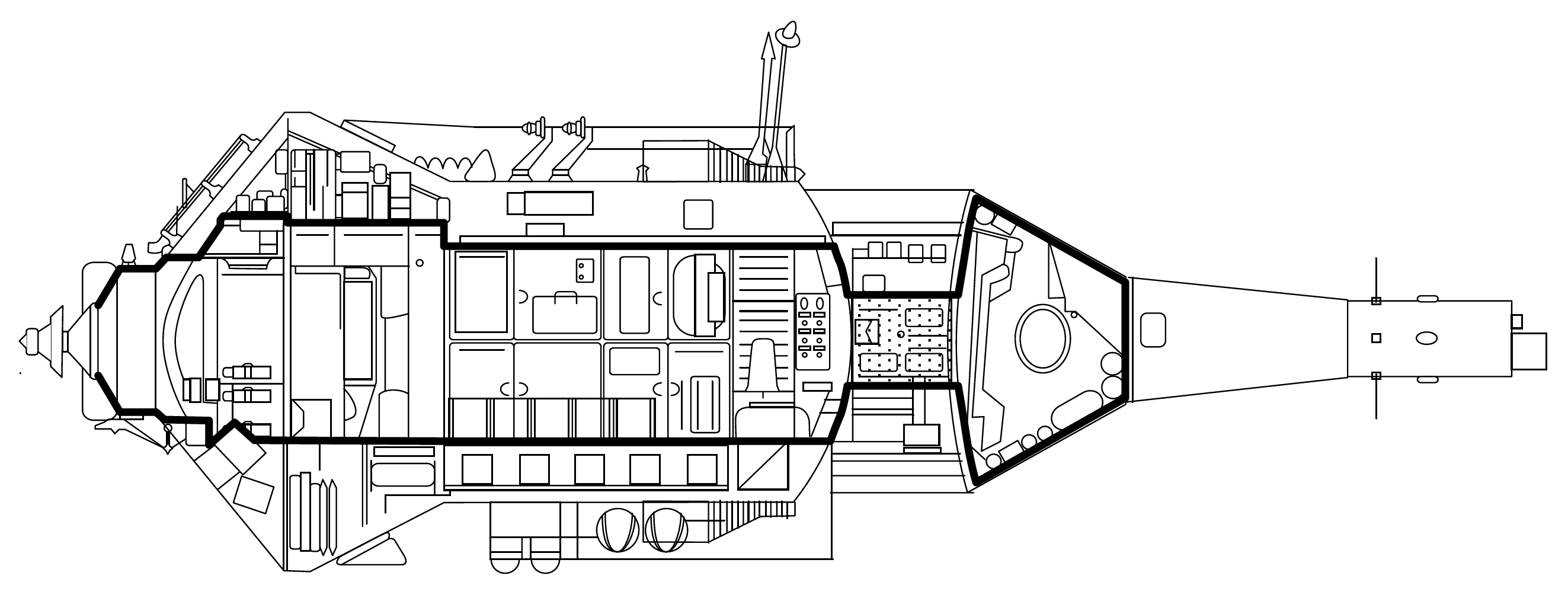
Tall del vehicle TKS. Els detalls són conjecturals. L'àmplia línia negra delimita els compartiments a pressió del vehicle. Un túnel (puntejat) connecta la nau espacial FGB i VA

El Russian Research Module (RM) va ser un mòdul espacial rus de l'Estació Espacial Internacional (ISS) que hauria proporcionat instal·lacions per a experiments i investigacions científiques russes. Els dissenys originals de l'ISS es caracteritzen amb dos mòduls de recerca en forma arrodonida semblant al Zarià, però els problemes pressupostaris russos va provocar que un d'ells juntament amb el Universal Docking Module fos cancel·lat al principi del programa, deixant només un Mòdul de Recerca. Aquest Mòdul de Recerca va ser programat per ser fabricat i llançat el 2010 o posterior. En el 2007 es va decidir, causa dels continus problemes de pressupost, l'últim Mòdul de Recerca també va ser cancel·lat.
D'acord amb la programació actual, hi ha un nou mòdul amb denominació científica de Russian Orbital Segment, que serà un FGB-2 basat en el Mòdul Laboratori Multipropòsit Naüka aprovat després de la cancel·lació de l'original RM1 i RM2.
A més, el Russian Orbital Segment conté dos mòduls més petits, inicialment anomenats Mini-Research Module (MRM) 1 i 2. El MRM1 Rassvet implementa el Docking and Stowage Module del disseny original i es basaven el compartiment pressuritzat del Science Power Platform. El Rassvet va ser llançat en el 2010 pel STS-132 a bord del Transbordador Espacial Atlantis per la NASA. El MRM2 és un dels noms pel mòdul original del Docking Compartment 2 del Poisk, que va ser cancel·lat, però es va reprogramar altre cop pel llançament en el 2009 per un Progress M-MIM2.
RKK Energia, el fabricant dels components ROS, proposa realitzarun pla similar a l'original de l'ISS amb l'afegiment d'un Mòdul Nodal i dos mòduls addicionals de ciència/energia al segment al voltant del 2013-2015.